# Lijst van evenementen in Suriname

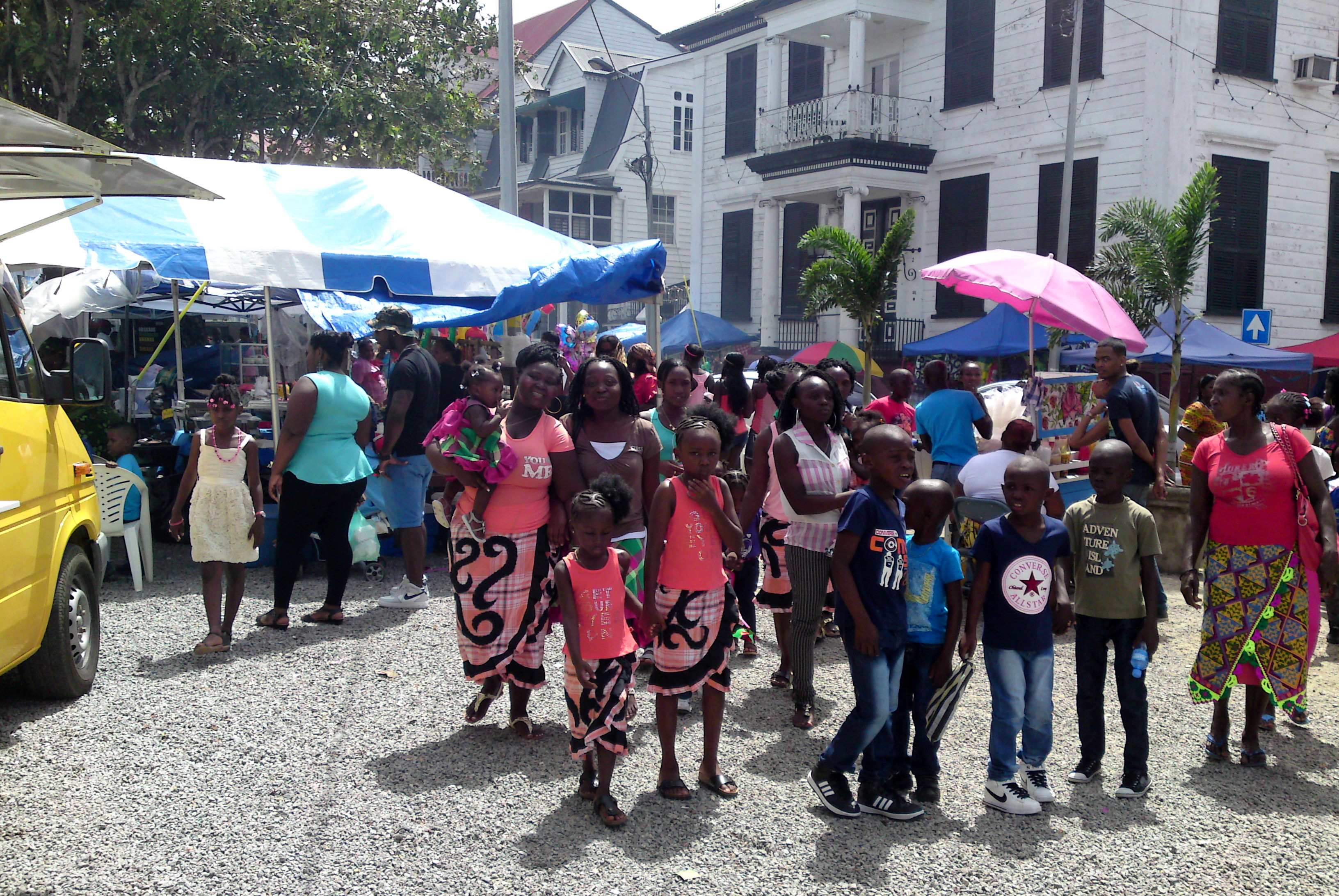
Ketikoti-viering in Paramaribo

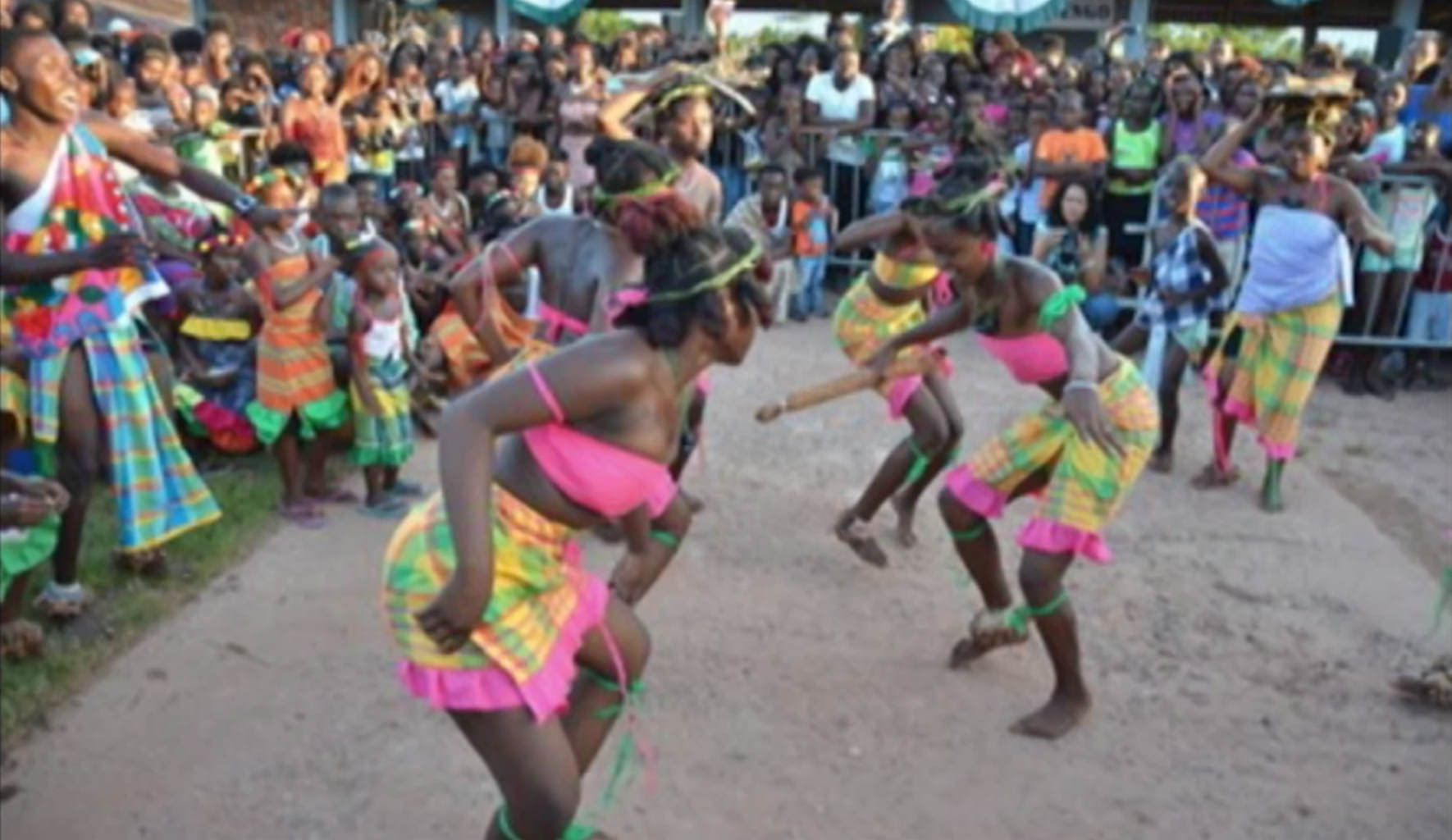
Moengo Festival of Theatre & Dance

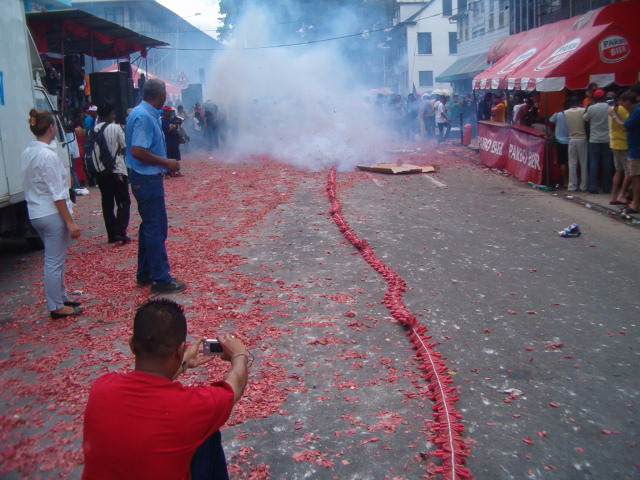
Pagara-estafette tijdens Owru Yari (Surifesta)

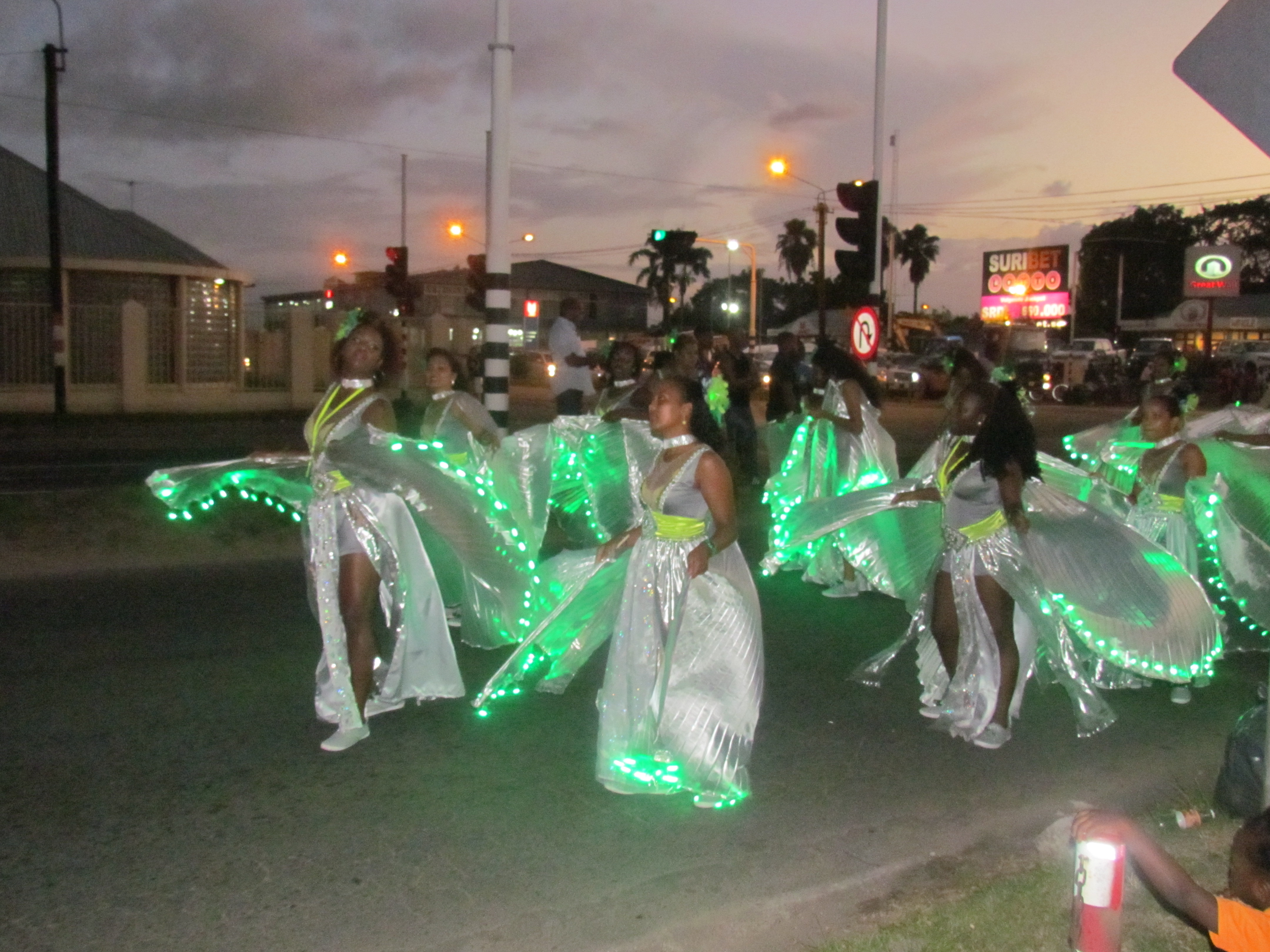
De Avondvierdaagse in Paramaribo

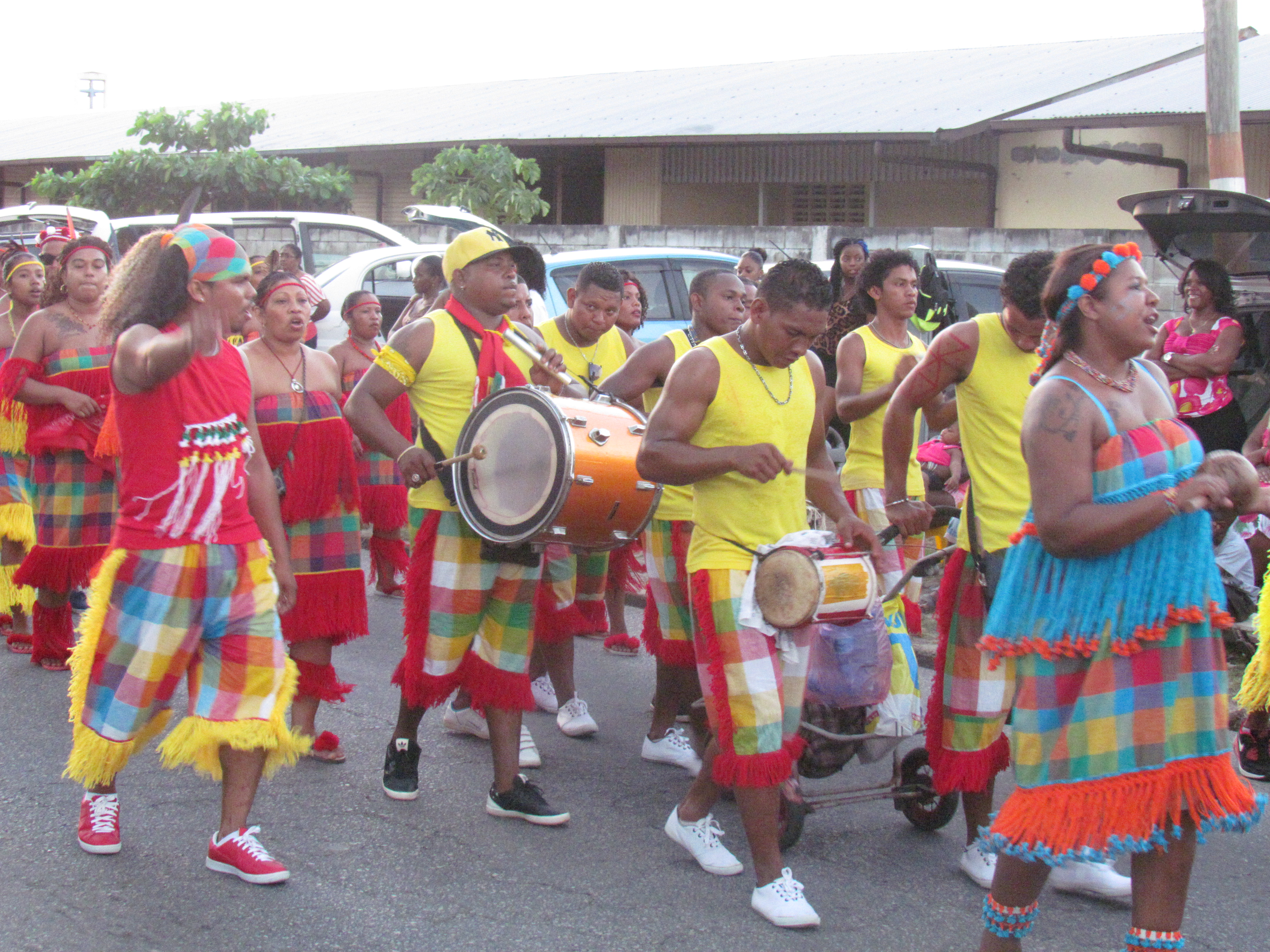
Deelnemers aan de Avondvierdaagse

Dit is een lijst van evenementen in Suriname. De lijst staat op volgorde van het moment van het jaar waarop het wordt georganiseerd en is beperkt tot evenementen die terugkerend worden georganiseerd.
- Carifesta, in Caraïbische landen, eens in de aantal jaren in Suriname
- Parbo Night, diverse plaatsen en data
- Motorsport Park-dragraces, Motosur, Paramaribo, meermaals per jaar

- Braziliaans Carnaval, circa februari
- Holi-Phagwa, landelijk, circa maart
- Internationaal Speelfilm Festival, Paramaribo, april
- Brokopondo Heritage Festival, Brokopondo, april
- Suriname Heritage Festival, Nieuw-Amsterdam, april
- Avondvierdaagse, april
- Museumn8, landelijk, mei
- Good Vibes Festival, Plantage Frederiksdorp, mei
- Fête de la Musique, Paramaribo (uitwisseling met Frans-Guyana), juni
- Fête de la Cuisine, Paramaribo, juni
- SunGlam Weekend Festival, White Beach, juni/juli
- White Beach Summer Festival, Paramaribo, juni/juli
- Ketikoti (afschaffing slavernij), diverse locaties, 1 juli
- Fatu festival, Paramaribo, juli
- Chinees Filmfestval, Paramaribo, juli
- SuriPop, Paramaribo, tweejaarlijks in juli/augustus
- Youth Cultural Festival, Paramaribo, augustus
- Podiumkunstenfestival, Paramaribo, augustus
- Terug-naar-school-festivals, diverse locaties, augustus
- KJS-Jongerenfestival (Katholieke Jongeren Suriname), september
- Latin Dance Vakantie, Nickerie, september
- Kaseko-Kawina Festival, Paramaribo, september
- Brokopondo Festival, september
- Moengo Festival, Moengo, september
  - Moengo Festival of Music
  - Moengo Festival of Theatre & Dance
  - Moengo Festival of Visual Arts
- ART & HERBS Festival, Paramaribo, september
- Drageman Dey, september
- Kar-festival, Paramaribo, 23 september
- Heerenstraat Festival, Paramaribo, september/oktober
- Latin Dance Vakantie, Paramaribo, september/oktober
- Suriname Jazz Festival, Paramaribo, oktober
- Pikin Poku Festival, Paramaribo, oktober
- Suriname Fashion Week, Paramaribo, oktober
- Nationale Kunstbeurs, Paramaribo, oktober
- Bigi Sma Dey, nationaal, circa oktober/november
- Open Monumentendag, november
- Srefidensi Dey (onafhankelijkheidsdag), diverse locaties, 25 november
- Ananasi Festival, Paramaribo, november
- Vegetarian Food Festival, SHTTC, Paramaribo, november
- IDFA flies T(r)opics, Paramaribo, december
- Surifesta, Paramaribo, oudjaarsweken/nieuwjaarsweek

## Opgeheven
- Salsuri Festival (Salsa en Zouk), Paramaribo, van 2004 tot circa 2014 in oktober/november
- Switi Rauw Streetfest, Paramaribo, van circa 2012 tot 2015

## Surinaamse evenementen in het buitenland
- Kwaku Summer Festival, Amsterdam, juli/augustus
- Milan Summer Festival, Den Haag, augustus
- Suriname Festival, Den Haag, augustus/september